# Дом посланика Републике Италије
Дом посланика Републике Италије (итал. Camera dei deputati) нижи је дом Италијанског парламента и има 630 посланика, који су директно бирани од стране грађана.
Седиште Дома је Палата Монтећиторио (итал. Palazzo Montecitorio), а тренутни председник Дома посланика је Лаура Болдрини.
Чланови Дома имају титулу onorevole (почасни). Дванаест посланика представљају Италијане у дијаспори.